# Philippe Busquin
Philippe Busquin (Feluy, 6 januari 1941) is een Belgisch voormalig politicus voor de PS.

## Levensloop

### Studies
Philippe Busquin studeerde aan de Université libre de Bruxelles waar hij in 1962 een licentiaat in de natuurkunde behaalde. Hij was van 1962 tot 1977 leraar aan de normaalschool van Nijvel en was assistent geneeskunde aan de ULB. Daarnaast behaalde hij in 1970 het diploma van kandidatuur in de letteren en de wijsbegeerte en in 1976 een bijzondere licentie in het leefmilieu, beide aan de ULB.

### Provinciale en gemeentelijke politiek
Als socialistisch, syndicaal en Waals militant werd Busquin politiek actief bij de PSB en vervolgens de PS. Voor deze partij was hij van 1974 tot 1978 provincieraadslid en van 1977 tot 1978 bestendig afgevaardigde van Henegouwen. In oktober 1976 werd hij tevens verkozen tot gemeenteraadslid van Seneffe, waar hij van januari tot april 1977 eerste schepen was. Toen verliet Busquin tijdelijk de lokale politiek om zijn functies als bestendig afgevaardigde uit te oefenen. Van 1983 tot 2012 was hij nogmaals gemeenteraadslid van Seneffe, waar hij van 1995 tot 1999 en opnieuw van 2006 tot 2012 burgemeester was.

### Parlementslid
In 1978 werd Busquin namens de PS voor het arrondissement Charleroi verkozen in de Kamer van volksvertegenwoordigers, waar hij bleef zetelen tot in 1995. Door het toen bestaande dubbelmandaat zetelde hij ook in de Franse Cultuurraad (1978-1980), de Waalse Gewestraad (1980-1995) en de Raad van de Franse Gemeenschap (1980-1995). Van 1980 tot 1983 vertegenwoordigde hij zijn partij eveneens in de Gewestelijke Economische Raad voor Wallonië.

### Minister
In oktober 1980 werden hem voor het eerst ministeriële verantwoordelijkheden toevertrouwd. Busquin werd toen minister van Nationale Opvoeding in de regering-Martens IV en in die hoedanigheid lid van de Executieve van de Franse Gemeenschap. In februari 1981 werd hij daarenboven minister van Binnenlandse Zaken. Busquin bleef federaal minister tot in december 1981 en was daarna van 1981 tot 1985 minister van Begroting en Energie in de eerste autonome Waalse Regering. Na een periode in de oppositie was hij van februari tot mei 1988 korte tijd minister van Economie, KMO's en Werkgelegenheid, om daarna opnieuw actief te worden op federaal niveau. Van 1988 tot 1992 was hij minister van Sociale Zaken in de regeringen-Martens VIII en -IX. Op zijn palmares in die functie stond de hervorming van de wetgeving over mutualiteiten, de hervorming van de orde der artsen, herziening van de controle door het Rijksinstituut voor Ziekte- en Invaliditeitsverzekering, de informatisering en het beheer van de schulden van de sociale zekerheid en maatregelen tegen misbruiken in de sociale zekerheid. In 1990 ondertekende en bekrachtigde hij samen met veertien andere regeringsleiders een van de meest liberale abortuswetgevingen ter wereld.

### Partijvoorzitter
In januari 1992 volgde Busquin Guy Spitaels op als partijvoorzitter van de PS, een functie die hij bekleedde tot in 1999. Hij speelde hierdoor een belangrijke rol in de regeringsonderhandelingen van 1992, 1995 en 1999, onderhandelde mee over het Sint-Michielsakkoord, dat België in 1993 omvormde tot een federale staat, en werd geconfronteerd met verschillende juridische onderzoeken en schandalen die mandatarissen van zijn partij troffen. Ook was hij van 1995 tot 1997 ondervoorzitter van de Partij van Europese Socialisten.
Van 1995 tot 1999 zetelde hij als rechtstreeks verkozen senator in de Senaat.

### Europa
Bij de verkiezingen van juni 1999 werd hij vervolgens verkozen tot Europees Parlementslid. Hij zetelde er tot in september 1999 en werd toen Europees commissaris bevoegd voor Wetenschappelijk Onderzoek in de Europese Commissie onder leiding van Romano Prodi. Na het aflopen van zijn termijn als Eurocommissaris zetelde Busquin van 2004 tot 2009 opnieuw in het Europees Parlement, waar hij deel uitmaakte van de commissie Industrie, Onderzoek en Energie.

### Overige mandaten
Ook werd Busquin in 2004 voorzitter van het beheerscomité van het Nationaal Geografisch Instituut en in 2005 voorzitter van de raad van bestuur van het Nationaal Instituut voor Radio-elementen. In 2007-2008 zetelde hij tevens de werkgroep Wallonie-Bruxelles voor, waarbij de belangrijkste Franstalige partijen de krijtlijnen van een gemeenschappelijk project voor de Franstaligen in Brussel en Wallonië uitwerkten. Hij was tevens:
- bestuurder van het Koninklijk Instituut voor Internationale Betrekkingen,
- bestuurder van Centre Terre & Pierre,
- voorzitter van de raad van bestuur van het Centre chorégraphique de la Communauté française de Belgique/Fédération Wallonie-Bruxelles (Charleroi danse),
- voorzitter van de raad van bestuur van de Faculté polytechnique de Mons,
- bestuurder van Jeunesses scientifiques,
- voorzitter van de Commission belge francophone et germanophone pour l'UNESCO.

Voor de regionale verkiezingen van juni 2009 aanvaardde hij de positie van lijstduwer op de PS-lijst voor het arrondissement Charleroi, voornamelijk om zijn partij te ondersteunen. Hij raakte nog verkozen, maar besloot zijn zetel in het Waals Parlement niet in te nemen, omdat hij de verjonging van de PS-mandatarissen niet in de weg wilde staan. Busquin bleef vervolgens nog tot in 2012 actief in de lokale politiek en kwam toen niet meer op bij de lokale verkiezingen in Seneffe.

### Eerbetoon
In 1992 werd Busquin benoemd tot minister van Staat. In 2005 werd hij als lid opgenomen in de Academia Europaea. Hij is weduwnaar en lid van de loge Les Amis Discrets in Nijvel.